# Emanzipation
Emanzipation stammt von dem lateinischen Wort emancipatio, das „Entlassung des Sohnes aus der väterlichen Gewalt“ bedeutet. Die Römer verstanden damit die Volljährigkeit eines jungen Römers.
Im 17./18. Jahrhundert erfolgte eine Bedeutungsverschiebung: Aus dem Akt des Gewährens von Selbstständigkeit wurde eine Aktion gesellschaftlicher und insbesondere politischer Selbstbefreiung. Ziel emanzipatorischen Bestrebens ist ein Zugewinn an Freiheit oder Gleichheit (im Sinne von Gleichberechtigung oder Gleichstellung), meist verbunden mit Kritik an Diskriminierung oder hegemonialen z. B. paternalistischen Strukturen, oder auch die Verringerung von z. B. seelischer, ökonomischer Abhängigkeit, etwa von den Eltern.

## Definition
Emanzipation bezeichnet die Befreiung von Menschen aus einem Zustand der Abhängigkeit. Der Prozess der Emanzipation zielt auf die Befreiung von Akteuren aus kollektiven oder institutionellen Zuschreibungen und die Herstellung rechtlicher und gesellschaftlicher Gleichstellung. Weiterhin auf die Vermeidung von Sonderbehandlungen, die ihnen aufgrund ihrer Ethnizität, ihres Geschlechts, ihrer sozialen Klassenzugehörigkeit, ihrer körperlichen oder geistigen Einschränkung, ihrer Lebensauffassung oder religiösen Ausrichtung zuteilwird. Diese Diskriminierung zeigt sich unter anderem in der eingeschränkten Teilhabe bei politisch-gesellschaftlichen Entscheidungsprozessen oder im Ausschluss von Mitwirkung in sozio-ökonomischen Zusammenhängen. (z. B. Judenemanzipation – siehe unten – oder Katholikenemanzipation, Inklusion). Für den Begriff politischer Emanzipation hat sich im US-amerikanischen Sprachgebrauch auch die Bezeichnung empowerment (wörtlich „Ermächtigung“) durchgesetzt.

## Wortherkunft
Das lateinische Wort emancipatio ist eine Zusammensetzung aus drei Wörtern: e: aus, manus: Hand, capere: nehmen. Als mancipatio bezeichnete man im römischen Recht einen förmlichen Übertragungsakt, der vor allem der Veräußerung von Sklaven und anderen wertvollen Gegenständen diente. Mit einer mancipatio konnte ein pater familias aber auch seine väterliche Gewalt über einen Sohn oder eine Tochter an einen Dritten übertragen und diesem das Kind damit in Dienst geben. Demgegenüber bedeutete e-mancipatio die Entlassung „aus“ der väterlichen Gewalt in die Selbständigkeit.

## Emanzipation in der Geschichte
Im antiken Rom war die Emanzipation eine einmalige, durch den Höher- dem Niedrigergestellten erwiesene Gewährung eines Rechtes (siehe auch Frauen im Alten Rom).
Das Mittelalter kannte die emancipatio canonica, etwa wenn Kinder von Ketzern aus deren Erziehungsberechtigung entnommen und Klosterschulen übergeben wurden.
Zusätzlich entwickelte sich im Mittelalter die Abschichtung als Möglichkeit der Beendung väterlicher Gewalt.
In der frühen Neuzeit beginnt der reflexive Gebrauch der Emanzipation: Einzelne vermögen sich bevormundenden Strukturen zu entziehen, wobei sie sich häufig Verdächtigungen aussetzen.
Im Zeitalter der Aufklärung schließlich wird eine allgemeine gesellschaftliche Emanzipation angestrebt, zunächst im rechtlichen Bereich.
Die Forderung nach Emanzipation als Forderung nach Befreiung anderer (z. B. der Sklaven) und der Selbstbefreiung kulminierte bei Karl Marx in dem Satz: „Wir müssen uns selbst emancipieren, ehe wir andere emancipieren können.“, wobei er in jeder Hinsicht die Emanzipation als eine Klassenfrage und nicht als eine Frage der Natur – etwa bei der Gleichberechtigung der Frau – herausstellte. Emanzipation erfüllt sich durch das bewusste Wahrnehmen und Gestalten von Freiheitsrechten.
Kritisch betrachtet wurde von christlicher Seite die im 19. Jahrhundert „neue Lehre von der Emancipation des Weibes“, welche auch im Christentum „das Weib zur Gleichstellung mit dem Manne emancipirt“.
In Hæltinners Pryd stellte Leonora Christina Ulfeldt 1684 folgende Theorien auf:
- „Die Frau ist dem Mann an Klugheit ebenbürtig, also zum Regieren genauso befähigt wie er […].“
- „Die Frau ist von Gott zum Regieren ermächtigt, denn er sagt zu Mann und Frau: ‚Machet Euch die Erde untertan‘.“
- „Die Frau ist nicht friedfertiger als der Mann, sondern genauso tapfer und wehrhaft wie er. […].“

Mit einigen Einschränkungen:
- „Regieren darf nur die Frau, die durch Geburt legitimiert ist.“
- „Die Frau darf nur dann regieren, wenn sie nicht die Geburtsansprüche eines Mannes verletzt.“
- „Die richtige Frau ist verheiratet und ihrem Gemahl treu ergeben.“
- „Die richtige Frau ist sexuell passiv, schamhaft und keusch.“[8]

## Jüdische Emanzipation
Ein Vorkämpfer der jüdischen Emanzipation war der Philosoph Moses Mendelssohn aus Dessau in Anhalt. Weit entfernt von einer gleichberechtigten Teilhabe an gesellschaftlicher Macht, lebten Minderheiten in Preußen dennoch unter weniger Repressionen als anderswo. Aufgrund seiner Religion wurde Mendelssohn nicht Mitglied der Königlich-Preußischen Akademie der Wissenschaften. Mendelssohn übersetzte das Alte Testament ins Deutsche; Gotthold Ephraim Lessing setzte ihm – dem „deutschen Sokrates“ – im Nathan ein Denkmal. Von Mendelssohn angeregt verfasste der preußische Jurist Christian Wilhelm von Dohm das Werk Ueber die bürgerliche Verbesserung der Juden (1781).

## Frauenemanzipation
In der neuen westlichen Geschichte können grob drei Emanzipationsbewegungen unterschieden werden.
1. Der erste Emanzipationsversuch der Frauen geschah im 12./13. Jahrhundert, auch als Beginen-Bewegung bekannt.[10] Charakteristisch ist, dass die Emanzipationsbestrebung innerhalb des kirchlichen Rahmens stattfand und diesen nicht in Frage stellte. Nach anfänglichen Erfolgen muss diese Bewegung letztendlich als gescheitert betrachtet werden.
2. Die zweite Emanzipationsbewegung entstand mit der Französischen Revolution. Die Ideale der Revolution Freiheit und Gleichheit galten zunächst nur für Männer, wurden aber von der Frauenrechtlerin Olympe de Gouges für beide Geschlechter eingefordert.[11] Diese Bewegung orientierte sich nicht mehr an der Kirche wie die Beginen. Im englischsprachigen Raum wurden die (häufig bürgerlichen) Frauenrechtlerinnen zu Beginn des 20. Jahrhunderts unter dem Namen Suffragetten[12] bekannt. Wichtigste Ziele der ersten Frauenbewegung waren die Erlangung der Bürgerrechte (Wahlrecht, Recht auf Bildung, Recht auf Privateigentum und Erwerbsarbeit). In Deutschland war die Frauenbewegung eng mit der Arbeiterbewegung verknüpft, die sich zur Vorkämpferin der Frauenrechte entwickelte. Das Ende dieser Bewegung kann europaweit zu Beginn des Zweiten Weltkrieges datiert werden. Bemerkenswert für diese sogenannte erste Welle der Frauenbewegung war, dass bereits eine Gesellschaft auf neuer sittlicher Grundlage gefordert wurde.
3. Der dritte Emanzipationsschub – die sogenannte zweite Welle der Frauenbewegung – entstand Mitte der 1940er Jahre, ausgehend von Frankreich und wurde durch die Auswirkungen des Zweiten Weltkrieges begünstigt. Zu einer Massenbewegung konnte sie allerdings erst durch die Buchveröffentlichung wie Betty Friedans: The Feminine Mystique (1963)[13] und in der Folge der 68er-Bewegung werden, die von Vertreterinnen der Frauenbewegung kritisiert wurde, weil sie den spezifischen Belangen von Frauen nicht genügend Beachtung schenkte. Diesmal wurde auch die traditionelle Rollenverteilung von Mann und Frau und das Patriarchat insgesamt massiv in Frage gestellt. Der Katalog der thematisierten Frauenrechte wurde stark ausgeweitet und im Feminismus thematisiert. Der Nachholbedarf bei der Gleichstellung der Frau erfuhr allmählich staatliche Anerkennung. So erklärte die UNO 1975 zum Internationalen Jahr der Frau.

## Individuelle Emanzipation
Viele pädagogische und psychologische Theorien sehen als Ziel jeglicher Entwicklung des Individuums die Emanzipation z. B. vom Elternhaus, von elterlichen Normen und Zielvorstellungen. Selbst wenn erwachsene Kinder noch eine Vielzahl elterlicher Wertvorstellungen haben, kann die Emanzipation als geglückt angesehen werden, sobald das Individuum eine eigene Dynamik der Lebensgestaltung sowie Lebensplanung entwickelt hat, die sich in Motivation und Planung nicht mehr auf die Erziehenden (auch die institutionell Erziehenden wie Erzieher, Lehrer usw.) beruft und stützt.
Junge Männer bleiben im westlichen Kulturkreis statistisch gesehen länger bei den Eltern wohnen, während junge Frauen demnach früher selbstständig werden und sich von den Eltern emanzipieren. Menschen, die sich auch im höheren Alter nicht emanzipiert haben, fühlen sich nicht verantwortlich für eigenes Tun, machen häufig noch die Eltern verantwortlich für gescheiterte Pläne und sind faktisch, psychisch oder materiell abhängig von anderen.